# Jim Courier
James Spencer "Jim" Courier, Jr. (Sanford, Florida, 1970. augusztus 17. –) egykori világelső amerikai hivatásos teniszező. Karrierje során kétszer nyerte meg az Australian Open és kétszer a Roland Garros egyes versenyét. Wimbledonban és a US Openen a döntőig jutott. Összesen 23 egyéni és 6 páros ATP tornagyőzelmet aratott. 1993-ban és 1995-ben Davis-kupát nyert hazája csapatával. Összesen 58 hétig vezette a világranglistát 1992-ben és 1993-ban. 2005-ben beválasztották az International Tennis Hall of Fame tagjai közé.
Játékát hatalmas tenyeresére és állóképességére építette.
Ő tette népszerűvé a baseballsapka viseletét a teniszezők körében.

## Grand Slam-döntői

### Győzelmei (4)
| Év   | Helyszín        | Ellenfél a döntőben | Eredmény a döntőben     |
| 1991 | Roland Garros   | Andre Agassi        | 3-6, 6-4, 2-6, 6-1, 6-4 |
| 1992 | Australian Open | Stefan Edberg       | 6-3, 3-6, 6-4, 6-2      |
| 1992 | Roland Garros   | Petr Korda          | 7-5, 6-2, 6-1           |
| 1993 | Australian Open | Stefan Edberg       | 6-2, 6-1, 2-6, 7-5      |

### Elvesztett döntői (3)
| Év   | Helyszín      | Ellenfél a döntőben | Eredmény a döntőben     |
| 1991 | US Open       | Stefan Edberg       | 6-2, 6-4, 6-0           |
| 1993 | Roland Garros | Sergi Bruguera      | 6-4, 2-6, 6-2, 3-6, 6-3 |
| 1993 | Wimbledon     | Pete Sampras        | 7-6, 7-6, 3-6, 6-3      |